# 小盘木属
小盘木属（学名：Microdesmis）是小盘木科下的一个属，为乔木或灌木植物。该属共有10种，分布于热带非洲和亚洲。